# الغدد الأنفية

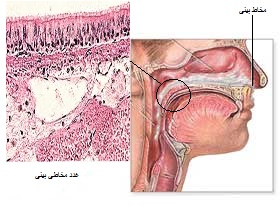
الغدد الصماء داخل التجويف الأنفي

 الغدد الأنفية هي غدد خارجية الإفراز تتواجد على الغشاء المخاطي الأنفي الموجود في جهاز التنفس. وهناك ثلاثة أنواع رئيسة من الغدد الأنفية وهي الغدد المصلية الأمامية والغدد المصلية المخاطية وغدد بومان (الغدد الشَّمٍّية).

## الغدد

### الغدد المصلية الأمامية
تساعد الغدد الأنفية الأمامية في ترطيب الغشاء المخاطي للأنف.

### الغدد المصلية المخاطية
تتركز الغدد المصلية المخاطية في جوف الأنف الأمامي وتوجد أيضًا في الجزء المبطن لجوف الأنف.

### غدد بومان (الغدد الشمٍّيَّة)
تساعد غدد بومان الجانب الشمي في القيام بوظيفته.